# (25940) Mikeschottland
(25940) Mikeschottland est un astéroïde de la ceinture principale.

## Description
(25940) Mikeschottland est un astéroïde de la ceinture principale. Il fut découvert le 2 mars 2001 à la station Anderson Mesa par le programme LONEOS. Il présente une orbite caractérisée par un demi-grand axe de 2,82 UA, une excentricité de 0,06 et une inclinaison de 4,6° par rapport à l'écliptique.

## Compléments